# Holarrhena congolensis
Holarrhena congolensis là một loài thực vật có hoa trong họ La bố ma. Loài này được Stapf mô tả khoa học đầu tiên năm 1898.